# Channel 4

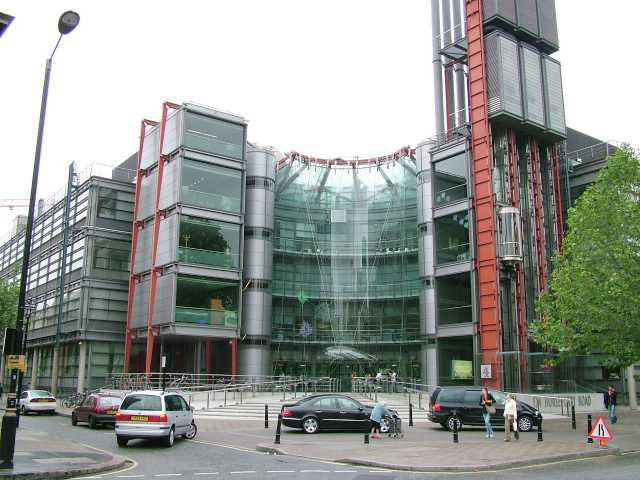
Siedziba Channel 4 w Londynie

Channel 4 (nazwa oficjalna: Channel Four Television Corporation) – brytyjski nadawca telewizyjny, trzeci (pod względem wielkości udziałów i zasięgu) największy podmiot na brytyjskim rynku telewizyjnym, po BBC i ITV plc.
Podobnie jak BBC, Channel 4 ma status nadawcy publicznego. Oznacza to, że 100% udziałów w nim należy do brytyjskiego skarbu państwa, zaś firma ma pewne ustawowo określone obowiązki. Podstawowa różnica między BBC a Channel 4 polega na sposobie finansowania. BBC otrzymuje środki z płaconego przez Brytyjczyków abonamentu RTV, ale w zamian nie wolno jej emitować na swoich wewnątrzbrytyjskich kanałach żadnych reklam. W przypadku Channel 4 jest odwrotnie – stacja może pokazywać reklamy na równi z podmiotami prywatnymi, ale nie otrzymuje żadnych subsydiów ze środków publicznych.

## Misja
Obecnie charakter misji Channel 4 jako nadawcy publicznego określa ustawa Communications Act z roku 2003. Według jej przepisów, stacja powinna:
- prezentować innowacyjność, eksperymentalizm i kreatywność w szerokiej gamie wysokiej jakości, zróżnicowanych programów
- przemawiać do gustów i zainteresowań zróżnicowanego kulturalnie społeczeństwa
- mieć istotny wkład w produkcję programów edukacyjnych
- prezentować unikatowy charakter
- przygotowywać programy z myślą o szkołach
- produkować znaczną część swoich programów poza Londynem[1][2]

## Kanały
Oprócz głównego kanału Channel 4, firma nadaje również kanały tematyczne:
- E4 – kanał rozrywkowy dla osób w wieku 15-35 lat
- Film4 – kanał filmowy
- More4 – kanał poświęcony kulturze, sztuce i stylowi życia
- 4seven - kanał pokazujący najlepsze programy z ostatniego tygodnia z głównej stacji

Kilka kolejnych kanałów tematycznych jest nadawanych przez firmę Box Television, będącą spółką Channel 4 i niemieckiego wydawnictwa Bauer.

## Walia
W 1980 roku były lider walijskiej partii Plaid Cymru, Gwynfor Evans, starał się o utworzenie walijskojęzycznego kanału. Groził, że będzie strajkował, jeśli rząd nie uhonoruje jego zaangażowania w tę sprawę. 1 listopada 1982 nadawanie rozpoczęła stacja S4C (Sianel Pedwar Cymru), która nadawała w języku walijskim i była dostępna w Walii zamiast Channel 4. S4C od startu, oprócz programów walijskojęzycznych, emitowała również niektóre programy Channel 4.
Cyfryzacja telewizji naziemnej w Wielkiej Brytanii umożliwiła nadawanie Channel 4 w Walii równocześnie z S4C. Od czasu całkowitego przejścia Wielkiej Brytanii na cyfrową telewizję naziemną (2012 r.) S4C nadaje całkowicie w języku walijskim i nie emituje już programów Channel 4.